# Szlichtyngowa (gmina)
Pour les articles homonymes, voir Szlichtyngowa.
La gmina de Szlichtyngowa est une gmina urbaine-rurale (gmina miejsko-wiejska) ou mixte de la powiat de Wschowa, dans la Voïvodie de Lubusz, dans l'ouest de la Pologne.
Son siège administratif (chef-lieu) est la ville de Szlichtyngowa qui se situe à environ 10 kilomètres au sud de Wschowa (siège de la powiat) et à 57 kilomètres au sud-est de Zielona Góra (siège de la diétine régionale).
La gmina couvre une superficie de 99,74 km2 pour une population de 5 109 habitants en 2006 avec une population pour la ville de Szlichtyngowa de 1 348 habitants et pour la partie rurale de 3 761 habitants.

## Histoire
De 1975 à 1998, la gmina est attachée administrativement à la voïvodie de Zielona Góra.

Depuis 1999, elle fait partie de la voïvodie de Lubusz.

## Géographie
Outre la ville de Szlichtyngowa, la gmina inclut les villages et localités de :

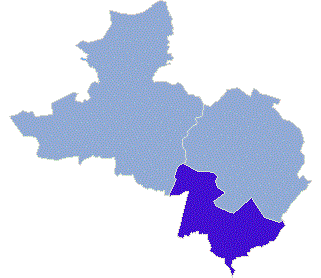
Plan de la gmina

- Dryżyna
- Gola
- Górczyna
- Jędrzychowice
- Kowalewo
- Małe Drzewce
- Nowe Drzewce
- Puszcza
- Stare Drzewce
- Wyszanów
- Zamysłów

### Gminy voisines
La gmina de Szlichtyngowa est voisine des gminy suivantes :
- Głogów
- Kotla
- Niechlów
- Pęcław
- Sława
- Wschowa

## Structure du terrain
D'après les données de 2002, la superficie de la commune de Szlichtyngowa est de 99,74 kilomètres carrés, répartis comme telle :
- terres agricoles : 63%
- forêts : 28%

La commune représente 15,96% de la superficie du powiat.

## Démographie
Données du 30 juin 2004:
| Description        | Total  | Total | Femmes | Femmes | Hommes | Hommes |
| ------------------ | ------ | ----- | ------ | ------ | ------ | ------ |
| Unité              | Nombre | %     | Nombre | %      | Nombre | %      |
| Population         | 5 109  | 100   | 2 556  | 50     | 2 553  | 50     |
| Densité (hab./km²) | 51,2   | 51,2  | 25,6   | 25,6   | 25,6   | 25,6   |